# Тома Світлана Андріївна
Світлана Андріївна Тома (нар. 24 травня 1947) — радянська молдовська та російська акторка. Заслужена артистка Молдавської РСР (1979). Народна артистка Молдови (2008).

## Життєпис
Народилася 24 травня 1947 р.
Закінчила Кишинівський інституг мистецтв ім. Музическу (1969). Знялась у фільмах: «Живий труп», «Табір іде в небо», «Люди в океані», «Таємниця записної книжки» та ін. Грала в українських стрічках: «Капітан Фракасс» (1984, т/ф, 2 с), «Блукаючі зірки» (1989, Лея), «Будемо жити!», «Поїзд до Брукліна» (1995).